# Bitti
Bitti es una localidad italiana de la provincia de Nuoro, región de Cerdeña, con 3.149 habitantes.

## Bittenses destacados
- Gianuario Carta, (1931-2017) político Demócrata Cristiano

## Evolución demográfica
| Gráfica de evolución demográfica de Bitti entre 1861 y 2001 |
|                                                             |
| Fuente ISTAT - elaboración gráfica de Wikipedia             |